# 광명광덕초등학교 축구부
광명광덕초등학교 축구단(Gwangmyeong Gwangdeok Elementary School Football Club)은 대한민국 경기도 광명시에 있었던 축구 선수단이다. 광명광덕초등학교가 운영했던 U-12 축구 선수단이며, 1997년에 창단되고 2017년에 해단되었다.

## 시즌별 성적
시즌        대회        참가팀   경기    승     무   패   순위
2016  남양주컵      20       19     18     0     1     우승
시즌         대회        참가팀     경기     승      무    패
2016    연천군수배      36       9        8       0      1
순위       준우승    우수선수상  정승호    GK상 최현우
| 시즌 | 대회                        | 참가팀 | 경기 | 승 | 무 | 패 | 득 | 실 | 차 | 승점 | 순위 |
| ---- | --------------------------- | ------ | ---- | -- | -- | -- | -- | -- | -- | ---- | ---- |
| 2000 | 금석배 전국초등학생축구대회 | 58     | 2    | 1  | 0  | 1  | 7  | 4  | +3 |      | 32강 |

## 참고 문헌
- “KFA 통합경기정보 시스템”. 대한축구협회.

## 같이 보기
- 광명광덕초등학교